# Ellsworth Bunker
Ellsworth F. Bunker (11 de maio de 1894  - 27 de setembro de 1984) foi um empresário e diplomata norte-americano (embaixador na Argentina, Itália, Índia, Nepal e Vietnã do Sul). Ele é talvez mais conhecido por ser um falcão ("war hawk") na guerra no Vietnã e no Sudeste Asiático durante os anos 1960 e 1970. Em junho de 2021, Bunker é uma das duas pessoas a receber a Medalha Presidencial da Liberdade duas vezes, e a única a fazê-lo com distinção duas vezes.